# Die Nacht von Wildenhagen
Die Nacht von Wildenhagen ist ein Buch von Włodzimierz Nowak mit einer Sammlung von zwölf Reportagen über zwölf deutsch-polnische Schicksale während der Endphase des Zweiten Weltkriegs. Włodzimierz Nowak erhielt im Jahr 2010 für dieses Buch den Georg-Dehio-Buchpreis.
Wildenhagen (in der Neumark), das heutige Lubin in der polnischen Woiwodschaft Lebus, war eine Ortschaft bei Frankfurt an der Oder.
Im Januar 1945 erreichte die Rote Armee den kleinen Ort Wildenhagen. Unmittelbar vor deren Einmarsch kam dort Angst und Panik auf. Ein Viertel der Dorfbevölkerung beging Suizid. Durch NS-Propaganda beeinflusst, brach unter den Frauen von Wildenhagen eine Massenhysterie aus, und sie beschlossen, sich und ihre Kinder aufzuhängen. Eine Gruppe von mindestens 15 Frauen traf sich am 31. Januar auf dem Dachboden eines Bauernhauses, um sich gemeinsam zu erhängen. Alle Frauen starben. Nur ein Mädchen wurde am folgenden Tag von Soldaten der Roten Armee gerettet. Es wurde von seiner Mutter aufgehängt und entkam knapp dem Tod, indem es –  einen Strick um den Hals – den verlangten Sprung hinauszögerte. Auch andere Frauen im Dorf töteten ihre Kinder: erschlugen sie oder schnitten ihnen die Pulsadern auf, bevor sie sich selbst das Leben nahmen. Mehr als ein Viertel der etwa 300 Bewohner des Ortes ging in den Tod.
Genaue Zahlen sind nicht bekannt, die Suizide sind kaum dokumentiert und aufgearbeitet.
Der gleichnamige Fernsehdokumentarfilm von Carmen Eckhardt über diese Tragödie wurde wiederholt auf verschiedenen Sendern des deutschen Fernsehens gezeigt.